# Жеронимуш
Монастырь иеронимитов в предместье Лиссабона Белен,  Жеронимуш  (порт. Mosteiro dos Jerónimos) — грандиозный памятник позднеготического мануэлинского стиля португальского зодчества. Находится под охраной ЮНЕСКО как памятник Всемирного наследия человечества. Монастырские здания раскинулись в лиссабонском предместье Санта-Мария-де-Белен (Вифлеем) неподалёку от одноимённых башни и дворца.
Основанный Генрихом Мореплавателем в 1450 г. (по данным БРЭ — в 1501 году королём Мануэлом I Счастливым), монастырь неразрывно связан с историей Великих географических открытий. Именно здесь Васко да Гама и его спутники провели в молитве ночь перед отплытием к Индии. Строительство велось на деньги, вырученные от перепродажи индийских пряностей, с 1502 по 1520 и с 1550 по 1580 гг., а затем было возобновлено в XIX в.
Помимо королей Мануэла I и Жуана III, в монастыре покоятся Васко да Гама, Камоэнс и Фернандо Пессоа. Король Мануэл завещал обители роскошную рукопись Библии, которая сохранялась в нём до 1807 года.
13 декабря 2007 года в монастыре в ходе проходившего в нём саммита лидеров стран-членов Европейского союза был подписан Лиссабонский договор.
В западном крыле монастыря находится Национальный археологический музей и Морской музей.